# (48807) Takahata
(48807) Takahata (1997 UT21) – planetoida z pasa głównego asteroid okrążająca Słońce w ciągu 5,15 lat w średniej odległości 2,98 j.a. Odkryta 22 października 1997 roku.